# Calciatore dell'anno (Belgio)

Calciatore belga dell'anno (ola. Gouden Schoen; fra. Soulier d'Or) è un premio calcistico assegnato dal quotidiano Het Laatste Nieuws al miglior giocatore militante nella Jupiler League belga.

## Albo d'oro
- 1954 -  Henrik Coppens, Beerschot
- 1955 -  Alfons Van Brandt, Lierse
- 1956 -  Victor Mees, Antwerp
- 1957 -  Jef Jurion, Anderlecht
- 1958 -  Roland Storme, Gent
- 1959 -  Lucien Olieslagers, Lierse
- 1960 -  Paul Van Himst, Anderlecht
- 1961 -  Paul Van Himst, Anderlecht
- 1962 -  Jef Jurion, Anderlecht
- 1963 -  Jean Nicolay, Standard
- 1964 -  Wilfried Puis, Anderlecht
- 1965 -  Paul Van Himst, Anderlecht
- 1966 -  Wilfried Van Moer, Antwerp
- 1967 -  Fernand Boone, Club Brugge
- 1968 -  Odilon Polleunis, Sint-Truiden
- 1969 -  Wilfried Van Moer, Standard
- 1970 -  Wilfried Van Moer, Standard
- 1971 -  Erwin Vandendaele, Club Brugge
- 1972 -  Christian Piot, Standard
- 1973 -  Maurice Martens, Racing White
- 1974 -  Paul Van Himst, Anderlecht
- 1975 -  Johan Boskamp, RWDM
- 1976 -  Rob Rensenbrink, Anderlecht
- 1977 -  Julien Cools, Club Brugge
- 1978 -  Jean-Marie Pfaff, Beveren
- 1979 -  Jean Janssens, Beveren
- 1980 -  Jan Ceulemans, Club Brugge
- 1981 -  Erwin Vandenbergh, Lierse
- 1982 -  Eric Gerets, Standard
- 1983 -  Franky Vercauteren, Anderlecht
- 1984 -  Vincenzo Scifo, Anderlecht
- 1985 -  Jan Ceulemans, Club Brugge
- 1986 -  Jan Ceulemans, Club Brugge
- 1987 -  Michel Preud'homme, Mechelen
- 1988 -  Lei Clijsters, Mechelen

- 1989 -  Michel Preud'homme, Mechelen
- 1990 -  Franky Van Der Elst, Club Brugge
- 1991 -  Marc Degryse, Anderlecht
- 1992 -  Philippe Albert, Mechelen/Anderlecht
- 1993 -  Pär Zetterberg, Anderlecht
- 1994 -  Gilles De Bilde, Aalst
- 1995 -  Paul Okon, Club Brugge
- 1996 -  Franky Van Der Elst, Club Brugge
- 1997 -  Pär Zetterberg, Anderlecht
- 1998 -  Branko Strupar, Genk
- 1999 -  Lorenzo Staelens, Anderlecht
- 2000 -  Jan Koller, Anderlecht
- 2001 -  Wesley Sonck, Genk
- 2002 -  Timmy Simons, Club Brugge
- 2003 -  Aruna Dindane, Anderlecht
- 2004 -  Vincent Kompany, Anderlecht
- 2005 -  Sérgio Conceição, Standard
- 2006 -  Mbark Boussoufa, Gent/Anderlecht
- 2007 -  Steven Defour, Standard
- 2008 -  Axel Witsel, Standard
- 2009 -  Milan Jovanović, Standard
- 2010 -  Mbark Boussoufa, Anderlecht
- 2011 -  Matías Suárez, Anderlecht
- 2012 -  Dieumerci Mbokani, Anderlecht
- 2013 -  Thorgan Hazard, Zulte Waregem
- 2014 -  Dennis Praet, Anderlecht
- 2015 -  Sven Kums, Gent
- 2016 -  José Izquierdo, Club Brugge
- 2017 -  Ruud Vormer, Club Brugge
- 2018 -  Hans Vanaken, Club Brugge
- 2019 -  Hans Vanaken, Club Brugge
- 2020 -  Lior Refaelov, Antwerp
- 2021 -  Paul Onuachu, Genk
- 2022 -  Deniz Undav, Union Saint-Gilloise
- 2023 -  Mike Trésor Ndayishimiye, Genk
- 2024 -  Cameron Puertas, Union Saint-Gilloise
- 2025 -  Ardon Jashari, Club Brugge